# Ключ 23
Ключ 23 (иер. 匸) со значением «скрытая вещь» — двадцать третий по порядку из 214 традиционного списка иероглифических ключей, используемых при написании иероглифов.

## История
Древний идеограмма изображала некую вещь, нечто, спрятанное под покрывалом или крышкой (горизонтальная черта).
В современном языке иероглиф употребляется в значениях: «прятать, содержать, таить в себе».
В качестве ключевого знака иероглиф употребляется сравнительно редко.
В словарях находится под номером 23.

## Примеры иероглифов
| Доп. штрихи | Примеры  |
| ----------- | -------- |
| 0           | 匸       |
| 2           | 匹 区    |
| 6           | 匼       |
| 7           | 匽       |
| 9           | 匾 匿 區 |